# Tự trọng
Tự trọng hay là sự coi trọng giá trị của bản thân là sự đánh giá chủ quan của một cá nhân về giá trị của bản thân. Lòng tự trọng bao gồm niềm tin về bản thân (ví dụ: "Tôi không được yêu thương", "Tôi xứng đáng với phần thưởng") cũng như các trạng thái cảm xúc, chẳng hạn như chiến thắng, tuyệt vọng, tự hào và xấu hổ. Smith và Mackie (2007) đã định nghĩa nó bằng cách nói " Khái niệm về bản thân là những gì chúng ta nghĩ về bản thân; lòng tự trọng, là những đánh giá tích cực hoặc tiêu cực về bản thân, như cách chúng ta cảm nhận về nó."  Tự trọng là một cấu trúc tâm lý hấp dẫn vì nó dự đoán những kết quả nhất định, chẳng hạn như thành tích học tập, hạnh phúc, sự hài lòng trong hôn nhân và các mối quan hệ, và hành vi phạm tội. Lòng tự trọng có thể áp dụng cho một thuộc tính cụ thể (ví dụ: "Tôi tin rằng tôi là một nhà văn giỏi và tôi cảm thấy hài lòng về điều đó") hoặc trên quy mô tổng quát (ví dụ: "Tôi tin rằng tôi là một người xấu và tôi cảm thấy tồi tệ về bản thân mình nói chung"). Các nhà tâm lý học thường coi lòng tự trọng là một đặc điểm tính cách lâu dài (tự trọng đặc điểm), mặc dù các biến thể bình thường, ngắn hạn (tự trọng trạng thái) cũng tồn tại. Từ đồng nghĩa hoặc gần đồng nghĩa với tự trọng bao gồm nhiều điều: giá trị bản thân (self-worth), tự đánh giá mình (self-regard), tự tôn trọng chính mình (self-respect), và tính toàn vẹn của bản thân (self-integrity).